# Kojiki (album)
Kojiki – album japońskiego wykonawcy Kitarō, tworzącego muzykę filmową i new age. Wydany w 1990 roku.

## Lista utworów
1. „Hajimari” - 3:35
2. „Sozo” - 5:34
3. „Koi” - 6:29
4. „Orochi” - 7:07
5. „Nageki” - 5:47
6. „Matsuri” - 8:59
7. „Reimei” - 8:36